# Carios collocaliae
Carios collocaliae är en fästingart som beskrevs av Hoogstraal, Kadarsan, Kaiser och van Peenen 1974. Carios collocaliae ingår i släktet Carios och familjen mjuka fästingar. Inga underarter finns listade.